# Avenue Charles Dierickx
 (août 2025).
Si vous disposez d'ouvrages ou d'articles de référence ou si vous connaissez des sites web de qualité traitant du thème abordé ici, merci de compléter l'article en donnant les références utiles à sa vérifiabilité et en les liant à la section « Notes et références ».
 (août 2025).
Motif : Rue sans notoriété évidente. Sources secondaires semblent absentes.
- Archive Wikiwix
- Bing
- Cairn
- DuckDuckGo
- E. Universalis
- Gallica
- Google
- G. Books
- G. News
- G. Scholar
- Persée
- Qwant
- (zh) Baidu
- (ru) Yandex
- (wd) trouver des œuvres sur Wikidata

| 1. | Préciser le motif de la pose du bandeau. | Précisez le motif de la pose du bandeau en utilisant la syntaxe suivante : {{admissibilité à vérifier\|date=août 2025\|motif=remplacez ce texte par le motif}}                               |
| 2. | Informer les utilisateurs concernés.     | Pensez à avertir le créateur de l'article, par exemple, en insérant le code ci-dessous sur sa page de discussion : {{subst:avertissement admissibilité à vérifier\|Avenue Charles Dierickx}} |

L’avenue Charles Dierickx est une rue bruxelloise de la commune d'Auderghem qui relie l'avenue Gustave Demey et l'avenue Guillaume Crock sur une longueur de 190 mètres.

## Historique et description
En 1928, la Société Immobilière, Financière et d'Entreprises Industrielles, aménagea la nouvelle voie publique dans le quartier du Pré des agneaux. 
Le collège échevinal décida le 13 juillet 1928 de lui donner le nom du premier directeur du complexe communal scolaire, situé rue Robert Willame. L'homme était domicilié à Bruxelles, rue Edmond Tollenaere, no 12 ; il était membre de la fanfare L'Union.
- Premier permis de bâtir délivré le 10 novembre 1928 pour le no 23.

## Situation et accès
| ___ | Ce site est desservi par la station de métro : Demey. |